# 參數化 (幾何)
在數學中，更具體地講在幾何學中，參數化是找到由參數方程定義的曲線、曲面或更一般地流形或蔟簇的參數方程的過程。逆過程稱為隱式化。“參數化”本身意味著“用參數來表達”。 
參數化是一個數學過程，包括將系統、過程或模型的狀態表示為一些稱為參數的獨立量的函數。 系統的狀態通常由一組有限的坐標確定，因此參數化由每個坐標的幾個實變量的一個函數組成。 參數的數量是系統的自由度的數量。